# Автоматическая винтовка Чарльтона
Автоматическая винтовка Чарльтона (англ. Charlton Automatic Rifle) — модель лёгкого пулемёта, разработанного в 1941 году на основе винтовки Ли-Метфорд со скользящим затвором, используемой Новой Зеландией вo Второй мировой войне.

## История
Некоторое число старых экземпляров «Ли-Метфорд» и «Ли-Энфилд» были переделаны в опытные самозарядные винтовки, например, по проекту Хауэлла или по проекту Райдера (ЮАС, 1940). Более известна конструкция автоматической винтовки, предложенная новозеландским инженером Филиппом Чарльтоном.
Во время Второй Мировой войны большая часть новозеландских подразделений действовала вдали от родины, в северной Африке. Вступление Японии в войну создало угрозу островам и обнаружило нехватку пулеметов для местной обороны. Недостаток ручных пулеметов «Брен» вынудил искать способы переделки старого вооружения в автоматическое. С 1942 года для новозеландского правительства было изготовлено более 1500 единиц, сделанных, в частности, и из винтовок «Ли-Метфорд».

## Описание
Первые автоматические винтовки Чарльтона были сделаны на основе устаревших винтовок Ли-Метфорда , некоторые из которых были датированы Второй англо-бурской войной , и предназначались для использования в качестве полуавтоматических винтовок , при этом возможности автоматической стрельбы были зарезервированы для использовамия в экстренных ситуациях.  В ней использовался магазин на 10 патронов от винтовки Ли-Энфилд и модифицированные магазины на 30 патронов от винтовки Брена. Оружие никогда не предназначалось для использования армией на передовой, но было разработано и принято на вооружение в первую очередь Новозеландским ополчением в качестве эрзац оборудования.
Были произведены две версии винтовки Charlton: новозеландская версия, разработанная и изготовленная компанией  "Charlton Motor Workshops" в Гастингсе , и версия, произведенная в Австралии компанией "Electrolux" , использующая для своей переделки винтовку Lee-Enfield SMLE Mk III.  Обе конструкции заметно отличались по внешнему виду (среди прочего, новозеландская версия «Чарльтона» имела вертикальную рукоятку спереди и сошки , тогда как австралийская модель этих особенностей отсутствовала, что делало ее легче и проще по внешнему виду). ), но у них был один и тот же механизм работы. Примерно 1500 автоматических винтовок Чарльтона было изготовлено в Новой Зеландии, и почти все они были уничтожены в результате пожара на арсенале, расположенном в Пальмерстон-Норт , вскоре после Второй мировой войны.
В результате вышесказанного сегодня существует очень мало неповрежденных автоматических винтовок Чарльтона. Примеры можно найти только в Имперском военном музее в Лондоне и в Национальном центре огнестрельного оружия Королевского оружейного музея в Лидсе , Великобритания ; в Музее армии Вайору и Военном музее Окленда в Новой Зеландии; и в Музее армии Бандианы в Австралии

## Оставшиеся копии
В Новой Зеландии было произведено около 1500 винтовок Charlton, и почти все они были уничтожены при случайном пожаре на складе Пальмерстон-Норд вскоре после окончания Второй мировой войны .
Небольшое число переделанных винтовок сохранилось в музеях и частных коллекциях.
Автоматическая винтовка Чарльтона (модель с ручкой), сделанная в Новой Зеландии, существует в Имперском военном музее в Лондоне — другая представлена в Музее армии Вайору в Новой Зеландии, а другая в Музее армии в Бандиане, Австралия.